# Krzysztof Perwanger
Krzysztof Perwanger (ur. po 1700 w Tyrolu, zm. w 1785 w Reszlu) – rzeźbiarz, burmistrz Tolkmicka.

## Życiorys
Krzysztof Perwanger przybył do Tolkmicka z Tyrolu ok. 1735 roku. Był tam piwowarem, od 1746 r. został starszym cechu warzelników piwa. W roku 1758 został burmistrzem Tolkmicka. W Tolkmicku mieszkał do 1761 roku. Później krótko przebywał w Królewcu, u schyłku życia na stałe osiadł w Reszlu. Perwanger był dwukrotnie żonaty. Od 1741 r. z Elżbietą Feldkeller, córką burmistrza, po jej śmierci w 1759 z Dorotą Meschel. Z pierwszego związku miał syna Jana Krzysztofa.
Perwanger z technikami rzeźbiarskimi zapoznał się najprawdopodobniej w warsztacie Antoniego Kornowskiego w Tolkmicku.
Był prekursorem rokoka na Warmii. Prace swoje wykonywał w gipsie, marmurze, piaskowcu, drewnie i kości słoniowej. Z warsztatu Perwangera obok rzeźb figuralnych wychodziły prace snycerskie jak ambony, konfesjonały i zdobienia organów.

## Prace
Znane i zachowane prace Krzysztofa Perwangera:
- w Barczewie, kościół pw. św. Andrzeja rokokowa ambona.
- w Dobrym Mieście, w bazylice kolegiackiej monumentale rzeźby ołtarza głównego.
- we Fromborku pomnik św. Jana Nepomucena ok. 1750 po południowej stronie kościoła św. Mikołaja
- w Krośnie fronton kościoła, rokokowe sztukaterie, scena Nawiedzenia NPMarii  płaskorzeźba w stiuku.
- w Ornecie, w kościele:
  - rzeźba św. Katarzyny.
  - rzeźba św. Dominika.
  - grupa Koronacji Marii (wyk. ok. 1750) z nie zachowanego ołtarza.
  - ołtarz różańcowy (1761).
- w Rogóżu sztukatorskie tonda z popiersiami Chrystusa, Matki Boskiej i dwunastu Apostołów rozmieszczone na ścianach między oknami kościoła.
- w Stoczku Klasztornym:
  - figury św.Franciszka i św. Piotra z Alkantary (obie 1744) w niszach wewnątrz rotundy sanktuarium.
  - stiukowe płaskorzeźby Drogi Krzyżowej w obejściach krużgankowych (1742).
  - kamienne figury Immaculaty i św. Józefa na dziedzińcu przy kościele (1752–1753).
  - rzeźby w czterech kapliczkach w pobliżu sanktuarium.
- w Świętej Lipce rzeźby:
  - zwieńczenie zachodniego skrzydła krużganków – 44 kamienne figury Rodowód Chrystusa, wykonane w latach 1744–1748.
  - św Stanisław Kostka i Alojzy Gonzaga w niszach frontonu kościoła.
- w Tolkmicku zachowały się dwie figury z piaskowca, stojące pierwotnie poza kościołem: Matka Boża Niepokalana i św. Jan Nepomucen.